# Cattedrale di San Luca (Portland)
La cattedrale di San Luca (in inglese: Cathedral of St. Luke) è la cattedrale episcopale di Portland, nel Maine, Stati Uniti d'America. La chiesa è sede della diocesi episcopale del Maine.

## Storia

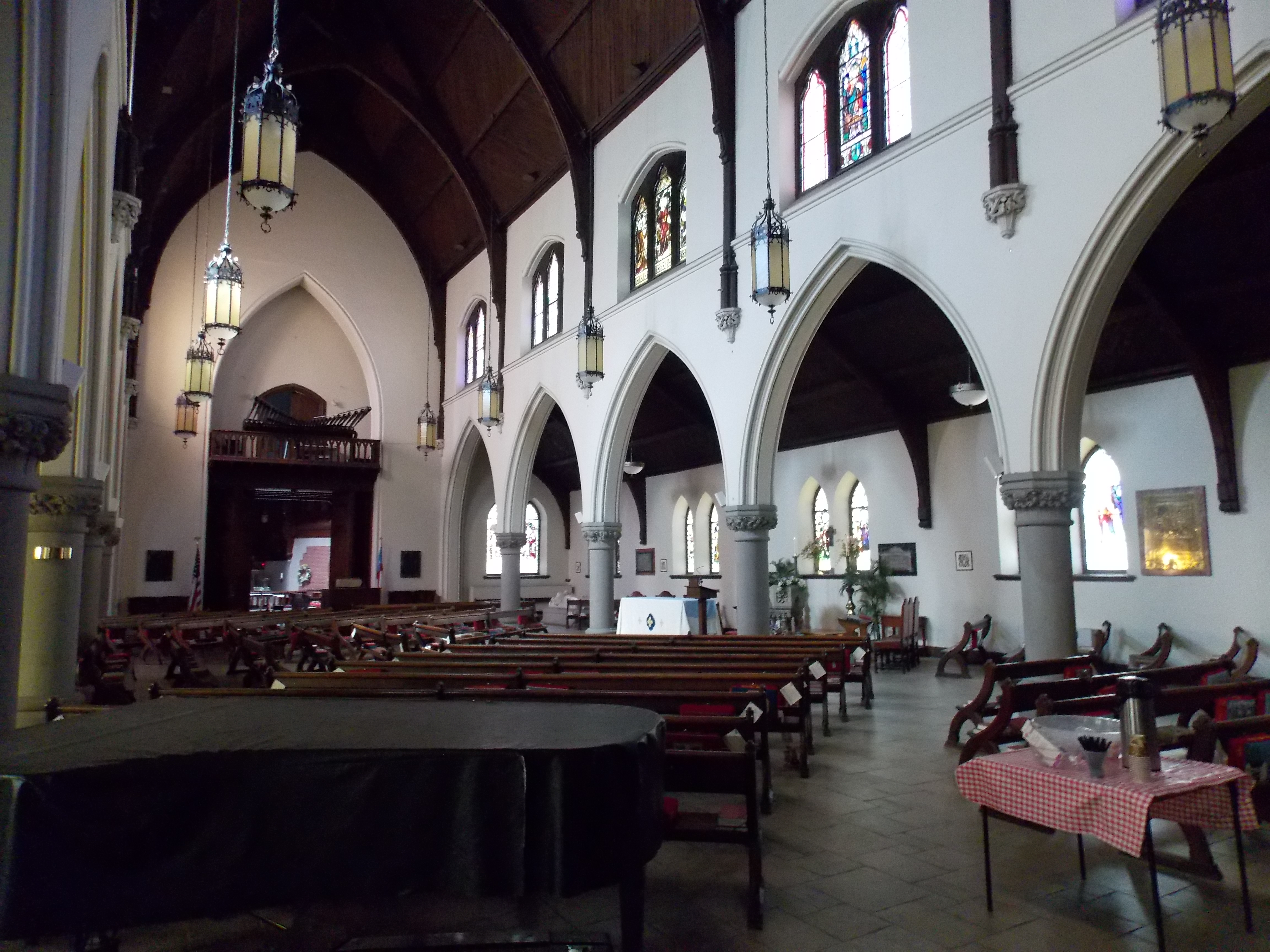
Cattedrale interni

La chiesa di San Luca è stata iniziata nel 1851 dal reverendo Horatio Southgate. La prima chiesa fu costruita in Congress Street, nel West End della città. Nel 1866 la comunità parrocchiale di San Luca era cresciuta fino a diventare la più grande dello Stato e la chiesa è stato designata come cattedrale della diocesi. La prima pietra per l'attuale cattedrale è stata posta il 15 agosto del 1867. La struttura in stile neogotico è stata progettata dall'architetto di New York Charles Coolidge Haight. La prima messa è stata celebrata il giorno di Natale del 1868. La cattedrale è stata consacrata il 18 ottobre 1877.
Nel corso degli anni sono state apportate alla cattedrale numerose aggiunte. Tra il 1904 ed il 1905 sono stati costruiti la cappella Emmanuel e il cenotafio del vescovo Neely. La cappella è stata progettata da Stephen Russell Hurd Codman. La pala d'altare, l'altare, la croce d'argento e i candelieri sono stati aggiunti nel 1925. Nel 1928 è stato realizzato l'organo.